# Shesh Kalāyeh
Shesh Kalāyeh (persiska: Shesh Kelāyeh, شش کلایه) är en ort i Iran.   Den ligger i provinsen Gilan, i den norra delen av landet, 200 km nordväst om huvudstaden Teheran. Shesh Kalāyeh ligger 80 meter över havet och antalet invånare är 117.
Terrängen runt Shesh Kalāyeh är kuperad västerut, men österut är den platt. Runt Shesh Kalāyeh är det ganska tätbefolkat, med 134 invånare per kvadratkilometer. Närmaste större samhälle är Lāhījān, 12,8 km nordväst om Shesh Kalāyeh. I omgivningarna runt Shesh Kalāyeh växer i huvudsak blandskog.